# مسجد البركة
مسجد البركة الكبير هو مسجد جماعي في مدينة بيكاسي، جاوة الغربية، إندونيسيا. تم افتتاحه في عام 1894، وهو أكبر مسجد في مدينة بيكاسي.

## الوصف
يعد مسجد البركة الكبير معلمًا بارزًا في مدينة بيكاسي، وقد خضع لعدة عمليات تجديد. تم تشييده في عام 1890، ويقع على بعد عدة أمتار من ساحة المدينة. يتميز الباب الرئيسي بكونه مصنوعًا من خشب الساج مع نقوش هندسية تقليدية من الشرق الأوسط.
بدأت التحضيرات لبناء مسجد البركة الكبير في مدينة بيكاسي في عام 2003، متضمنة إعادة ترتيب تخطيط ساحة المدينة والطرق والمرافق الأخرى. صُمم المسجد ليكون أكثر حداثة، لكنه يحتفظ بالطابع المعماري الشرقي. كانت هناك رغبة من عمدة المدينة آنذاك لتقديم مسجد كبير يكون ممثلًا ومعلمًا مميزًا للمدينة. يستوعب المسجد حوالي 10,000 مصلي، ولكن خلال صلاة عيد الفطر لعام 1443 هـ (2 مايو 2022)، تم تحديد السعة إلى 2,500 مصلي فقط بسبب تطبيق البروتوكولات الصحية.